# 政孝正
政孝正（1984年1月26日—）是一名韩国击剑运动员。她在2012年夏季奥林匹克运动会中，参加了女子团体重剑比赛并获得银牌。她也参加了2006年多哈亚运会和2010年广州亚运会。